# Esteban Agustín Gascón
Esteban Agustín Gascón (Oruro, 9 luglio 1764 – Buenos Aires, 25 giugno 1824) è stato un politico e giudice argentino.

## Biografia
Gascón nacque a Oruro nel 1764, figlio di Blas Gascón, valenciano, e di Tomasa de Arce y Báez, originaria di Buenos Aires.
Studiò al Real Colegio San Carlos di Buenos Aires, in seguito conseguì un dottorato in giurisprudenza presso l'Università di Charcas ed è stato per diversi anni un funzionario reale nell'Alto Perù e presidente dell'Accademia Carolina di Diritto.  Il 17 marzo 1800 fu nominato contabile reale delle decime dell'Arcivescovado della provincia di Oruro. Partecipò alla Rivoluzione di Chuquisaca del 25 maggio 1809 che fallì, venne arrestato in attesa di processo. Fu rilasciato per ordine di Juan José Castelli all'inizio del 1811, dopo la vittoria degli indipendentisti nella Battaglia di Suipacha. Lo stesso Castelli lo ha nominato presidente della Real Audiencia de Charcas. Lasciò l'Alto Perù durante la disfatta che seguì alla sconfitta nella Battaglia di Huaqui.

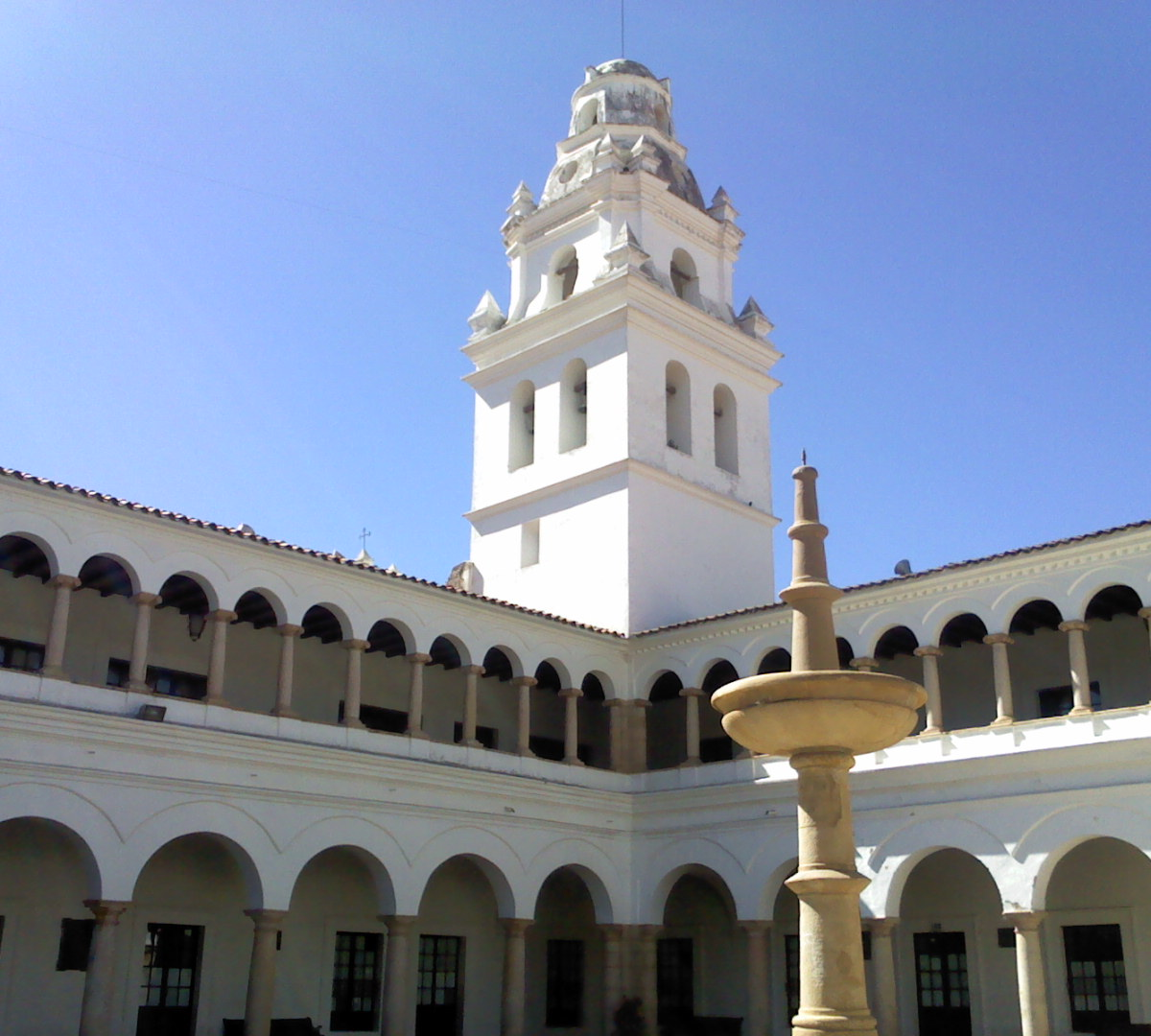
Università di San Francisco Xavier

Si arruolò nell'Esercito del Nord sotto il comando del generale Manuel Belgrano e combatté nella Battaglia di Salta, nel febbraio 1813. Venne nominato sindaco di Salta, carica che ricoprì per un breve periodo. Realizzata la seconda spedizione nell'Alto Perù, tornò ad occupare la presidenza dell'Audiencia e il governo di Charcas.
Dopo la Battaglia di Ayohuma si trasferì a Buenos Aires e sotto il comando dell'esercito che operava nella Striscia Orientale partecipò all'assedio di Montevideo. Era revisore generale della guerra e consigliere legale dei suoi capi, prima del generale José Rondeau e poi Carlos María de Alvear. Montevideo cadde in mani indipendentiste, Gascón fu sindaco del Cabildo, responsabile dell'ispezione, dell'organizzazione e della manutenzione degli ospedali. Tornò a Buenos Aires nel 1815, quando fu evidente che la città sarebbe stata consegnata al leader federale José Gervasio Artigas.
Ha presieduto il Consiglio di osservazione che ha cercato di frenare il governo dei direttori supremi durante il periodo in cui questa posizione era occupata da Ignacio Álvarez Thomas. È stato coautore dello Statuto Provvisorio, una sorta di prima costituzione.
Nel 1816 fu eletto deputato al Congresso di Tucumán e il suo nome fu proposto come candidato alla carica di direttore supremo.
Fu il principale oppositore Patto di Santo Tomé, che avrebbe pacificato la parte artiguista con il resto del Paese e avrebbe ottenuto il trasferimento a Tucumán dei deputati di Santa Fe, Entre Ríos, Corrientes e della Banda Oriental, che non sono mai stati rappresentati.
È stato uno dei firmatari dell'Atto di Indipendenza, il 9 luglio dello stesso anno.
La sua principale preoccupazione al Congresso era sempre nella riorganizzazione della difesa del confine settentrionale. Fu anche l'autore dell'iniziativa che ufficializzò la Bandiera dell'Argentina creata da Belgrano nel 1812 e che fino ad allora era solo la bandiera dell'Esercito del Nord.
Dal 1817 è stato Ministro delle Finanze sotto la direzione di Juan Martín de Pueyrredón, collaborò alla spedizione in Cile dell'Esercito delle Ande, organizzata dal generale José de San Martín. Ha fondato la "Caja Nacional de Fondos de Sud - América" ("Fondo nazionale del Sud America"), che è stato il primo istituto di credito del paese. Dopo l'approvazione della costituzione del 1819, fu eletto senatore di Tucumán; ma la caduta del consiglio di amministrazione e del Congresso ha lasciato quella nomina senza effetto.
Nel 1820, dopo la Battaglia di Cepeda, fu nominato giudice, vice provinciale e segretario del Consiglio dei rappresentanti di Buenos Aires. Si è opposto alla riforma religiosa del ministro Bernardino Rivadavia. Dalla fine del 1822 fu presidente della Corte di giustizia della provincia. Si è dimesso dopo la fallita rivoluzione di Tagle, opponendosi alla fucilazione dei prigionieri.